# Friuli nyelv
A friuli, régiesen furlániai nyelv (saját elnevezése il furlan vagy la lenghe furlane, IPA [furˈlaŋ, ˈleŋge furˈlane])  rétoromán dialektus, amelyet az olaszországi Friuli-Venezia Giulia autonóm régióban mintegy 530 000 ember használ kétnyelvűségben az olasszal, és e régióban hivatalosan elismert nyelvi státusszal rendelkezik. Több nyelvjárásra oszlik (középső, északi, délkeleti, nyugati), amelyek főleg a szavak utolsó magánhangzójában különböznek egymástól (a nyelvjárásokban ez lehet a és o is). A friuli története több ponton homályos; valószínűleg azon vulgáris latin nyelvjárásokhoz kötődik, amelyeket az ókorban a rómaiak által i. e. 181-ben alapított Aquileia tartományban beszéltek. A rétoromán nyelvek közül a friulit beszélik a legtöbben.
A nyelv elkötelezett támogatójának számított Pier Paolo Pasolini filmrendező, akinek édesanyja szintén friuli anyanyelvű volt.

## Hangtan

### Magánhangzók
A friuli nyelvnek az újlatin nyelvek között a megszokottól eltérő sajátossága, hogy a magánhangzók hosszúságának fonológiai szerepe van. Így tehát 5 pár magánhangzót találunk: /a e i o u/ és /aː eː iː oː uː/. A hangsúlyt csak akkor jelölik, ha az utolsó szótagra esik (egyszótagú szavak esetében pedig jelentésmegkülönböztetés céljából): tompa ékezettel (`), ha a hangsúlyos magánhangzó rövid, és kúpos ékezettel (^), ha az hosszú. A hosszú magánhangzók jelentésmegkülönböztetésre képesek, például: lat ’tej’ és lât ’tó’, mil ’ezer’ és mîl ’méz’, stb. A magánhangzókat minden helyzetben tisztán ejtik (beleértve a szóvégi e-t is), mint a spanyolban. Az újlatin nyelvekhez hasonlóan a friuliban is megtalálhatóak a kettőshangzók, például guant ’kesztyű’, piel ’bőr’, o soi ’vagyok’, ruede ’kerék’, taule ’asztal’ stb.

### Mássalhangzók
A mássalhangzók és írásképük az olaszéhoz hasonlóak, néhány kiegészítéssel: a ç magyar cs hangot jelöl mély magánhangzók (a, o, u) és mássalhangzók előtt, valamint a szó végén; az ss ejtése egyszerű sz, míg a magánhangzók közötti s z-nek hangzik; ugyanakkor a z háromféle hangot is jelölhet: magyar c-t [t͡s], magyar dz-t [d͡z], illetve magyar dzs-t [d͡ʒ]. Az újlatin nyelvektől eltérően a friuliban létezik ezen kívül a ty [c] és gy [ɟ] hang is, amelyeket a cj és a gj betűkapcsolatok jelölnek; ezek természetesen ugyanúgy fonémáknak számítanak (tehát nem csupán a /j/ ejtésváltozatai, mint a spanyolban). Megtalálható még az ábécében a j, a magyaréval azonos hangértékben (tehát nem zs-nek ejtik, ahogy a franciában vagy a portugálban).

## Nyelvtani jellemzők

### Alaktan
A friuli nyelvtana általánosságban nem tér a többi újlatin nyelvétől, azonban vannak egyedi sajátosságai. Mint az újlatin nyelvekben általában, a főnevek hím- és nőneműek lehetnek: a hímnemű főnevek végződése az esetek többségében mássalhangzó vagy -i (ritkán -o), a nőneműeké pedig -e; szintén ezt az alakot veszik fel a melléknevek is: például furlan/furlane ’friuli’ (férfi/nő). A hímnemben zöngétlen mássalhangzóra (p, t, c, f) végződő melléknevek végződései nőnemben: -be, -de, -cje/gje/che/ghe, -ve.
A határozott névelő a sztenderd nyelvváltozatban hímnemben egyes számban il (nyelvjárásban lehet el vagy al is), többes számban i (mint az olaszban); nőnemben la és lis. Az il és a la magánhangzóval kezdődő szó előtt egyaránt l’ alakot ölt. A határozatlan névelők: un, une.
A többes szám képzése mássalhangzóra, -i-re vagy -o-ra végződő szavaknál -s hozzáadásával történik, az -e végződésű szavaknál pedig -is. Példák: man/mans (kéz/kezek), gjat/gjats (macska/macskák), libri/libris (könyv/könyvek), piel/piels (bőr, bőrök), treno/trenos (vonat/vonatok); taule/taulis (asztal/asztalok), cjase/cjasis (ház/házak), scuele/scuelis (iskola/iskolák), sisteme/sistemis (rendszer/rendszerek), stb. A -t-re végződő szavak többes számában a t általában kiesik a kiejtésben, tehát a gjat [ˈɟat] ’macska’ többes számú alakjának: gjats ejtése inkább [ˈɟas]. Az -l, illetve -li végződésű hímnemű szavak többes száma rendhagyó: az l vagy li helyére i kerül; például voli/voi (szem/szemek) cjaval/cjavai (ló/lovak), stb. Néhány -t végződésű főnév többes számának képzése a -t palatalizációjával történik: például dint/dincj [ejtsd: dint/dinty] (fog/fogak). Az egyes számban -s-re végződő szavak többes számú alakja változatlan: vues (csont/csontok), pes (hal/halak), mês (hónap/hónapok).
A fontosabb elöljárószók: a (’-nak/nek’), di (’-ból/ből’ vagy birtokviszony), in(ta) (’-ban/ben’), par (’-ért, miatt’, ’célból’), su (’-ról/ről’), cun (’-val/vel’). Az elöljárók a névelőkkel összevont alakokat képeznek:
| +      | il         | i          | la                | lis                  |
| ------ | ---------- | ---------- | ----------------- | -------------------- |
| di     | dal        | dai        | de, da la         | des, da lis          |
| a      | al         | ai         | ae, a la          | aes, a lis           |
| in(ta) | intal, tal | intai, tai | inte, te, inta la | intes, tes, inta lis |
| par    | pal        | pai        | pe, par la        | pes, par lis         |
| su     | sul        | sui        | su la             | su lis               |
| cun    | cul        | cui        | cu la             | cu lis               |

A személyes névmások hangsúlyos alakjai: jo, tu, lui / jê, nô, vô, lôr (a gyenge vagy ún. pleonasztikus alakokat lásd később).

### Mondattan
A friuli egyik jellegzetessége (amely szintén megtalálható a velencei nyelvben), hogy a mondat alanyát a személyes névmás hangsúlytalan alakjával – ún. klitikus vagy pleonasztikus névmás – az ige előtt, kérdő és felkiáltó mondatoknál pedig az ige végéhez kapcsolva megismétlik. Például: Il furlan e je une lenghe romanze. ’A friuli egy újlatin nyelv.’ (szó szerint: „A friuli, ő van egy újlatin nyelv”); Jo o soi furlan, o ven di Udin. ’Én friuli vagyok, Udinból jövök/származom.’ (szó szerint: „Én, én vagyok friuli, én jövök Udinból”). A klitikus névmás kérdő és felkiáltó/megszólító (vagy óhajtó) mondatokban más alakot vesz fel: például Lui al va (’ő megy’) de: Lui vaial? (va-ial) ’Megy ő?’.
Az igék négyféle ragozási csoportba sorolhatók a főnévi igenév végződése alapján, amely lehet -â, -ê, -i, -î ( a latin -āre, -ēre, -ĕre, -īre végződésekből). A létige, jessi ragozása: (jo) o soi, (tu) tu sês, (lui) al è / (jê) e je, (nô) o sin, (vô) o sês, (lôr) a son. Példa rendes ige ragozására: fevelâ ’beszélni’; o feveli, tu fevelis, al/e fevele, o fevelìn, o fevelais, a fevelin.

## Nyelvi példák

### Számok
A friuli tőszámnevek 1-től 10-ig a következők:
un (hímnem) / une (nőnem), doi (hímnem) / dôs (nőnem), trê, cuatri, cinc, sîs, siet, vot, nûf, dîs.

### Szövegminta
Idézet az Emberi Jogok Egyetemes Nyilatkozatából:

„Ducj i oms a nassin libars e compagns come dignitât e derits. A an sintiment e cussience e bisugne che si tratin un culaltri come fradis.”
„Minden ember szabadon és egyenlőnek születik méltóságban és jogban. Ésszel és lelkiismerettel bírnak, és egymással testvériesen kell bánniuk.”

### Társalgási példa
| Friuli                                           | Magyar                                          |
| ------------------------------------------------ | ----------------------------------------------- |
| Mandi! Jo mi clami Jacum.                        | Szia! A nevem Jakab.                            |
| Vuê al è propite cjalt!                          | Ma valóban meleg van!                           |
| O scugni propite lâ cumò. Ariviodisi!            | Nekem most tényleg mennem kell. Viszlát!        |
| No pues vignî fûr cun te usgnot, o ai di studiâ. | Nem tudok elmenni veled ma este, tanulnom kell. |